# 彼女のひとりぐらし
『彼女のひとりぐらし』（かのじょのひとりぐらし）は、玉置勉強による日本の漫画作品。『コミックバーズ』（幻冬舎コミックス）にて2009年10月号から2012年10月号まで連載された。主人公・輿水理香の1人暮らしの様子が描かれている。
続編の『彼女のひとりぐらし ツーアウト満塁』が、ウェブコミック誌デンシバーズにて2016年6月24日更新分から2017年4月28日更新分まで連載された。

## あらすじ
輿水理香はデザイン会社から独立したフリーランサー。26歳で1人暮らしをしていて、妄想したり、ゲームをしたり、飲酒をしたりと悶々とした日々を送りながらも1人暮らしを満喫している。そんなある日、妹から突然結婚話の相談をされ、焦りだす理香だったが、その自堕落な生活ぶりは変わらないのであった。

## 登場人物
輿水 理香（こしみず りか）
本作品の主人公。26歳の独身女性。デザイン会社から独立し、フリーランスのデザイナー兼イラストレーターをしている。恋愛の妄想をよくしており、自分の世界に入る事もしばしば。新しい彼氏が出来ず、イライラしている。髪の色は金色で下の方の髪色はピンク色。酒を好み、特にビールが好き。続編で28歳になってもその生活ぶりは相変わらずである。
輿水 祐香（こしみず ゆうか）
理香の妹。メガネをかけ、黒い髪を長く伸ばした女性。丸の内の企業で働いている。付き合っている彼氏がおり、結婚の事を理香に相談する事もあった。理香曰く、「堅物」である。本編の最終話で彼氏と結婚式を挙げた。
伊香 佳奈（いこう かな）
理香の専門学校時代の友人。現在も理香と付き合いがある。本人はフルネームで呼ばれる事を嫌っている。職業は会社員である模様。専門学校時代は理香と共に不良化しており、肩に刺青をしていた。現在もその刺青は残っている。心臓外科医の彼氏がおり、その彼氏曰く、普段のほのぼのとした佳奈の雰囲気と刺青とのギャップが良いらしい。その後、その彼氏と結婚したが、続編では既にバツイチとなっている。
早水（はやみ）
理香のデザイン会社時代の同僚。主要登場キャラの中で唯一彼氏と仲睦まじく接しており、理香に嫉妬をされている。理香とは仲がよく、「こし」「はやみー」と呼び合う関係。たまに現実的なことを言うため、「腹黒」と言われることもあり。

## 書誌情報
- 『彼女のひとりぐらし』 幻冬舎コミックス 〈バーズコミックスデラックス〉、全3巻
  1. 第1巻 - 2010年7月24日発売、ISBN 978-4-344-81997-9
  2. 第2巻 - 2011年7月23日発売、ISBN 978-4-344-82271-9
  3. 第3巻 - 2012年9月24日発売、ISBN 978-4-344-82605-2
- 『彼女のひとりぐらし 大盛』 幻冬舎コミックス 〈バーズコミックスデラックス〉〈全3巻＋未収録の合本〉 - 2017年5月24日発売、ISBN 978-4344839939
- 『彼女のひとりぐらし ツーアウト満塁』 幻冬舎コミックス 〈バーズコミックスデラックス〉、全1巻 - 2017年5月24日発売、ISBN 978-4344839946